# Schaumburg Township (comté de Cook, Illinois)
Schaumburg Township est un township du comté de Cook dans l'Illinois, aux États-Unis,. 